# Chelidonium flavovirens
Chelidonium flavovirens är en skalbaggsart som beskrevs av J. Linsley Gressitt och Yves Rondon 1970. Chelidonium flavovirens ingår i släktet Chelidonium och familjen långhorningar.
Artens utbredningsområde är Laos. Inga underarter finns listade i Catalogue of Life.